# Ctenotus brooksi
Espèce
Synonymes
- Sphenomorphus leae brooksi Loveridge, 1933

Ctenotus brooksi est une espèce de sauriens de la famille des Scincidae.

## Répartition
Cette espèce est endémique d'Australie. Elle se rencontre en Australie-Occidentale, dans le Territoire du Nord, au Queensland, au Victoria, en Nouvelle-Galles du Sud et en Australie-Méridionale.

## Liste des sous-espèces
Selon The Reptile Database (22 décembre 2015) :
- Ctenotus brooksi aranda Storr, 1970
- Ctenotus brooksi brooksi (Loveridge, 1933)
- Ctenotus brooksi iridis Storr, 1981

## Taxinomie
Les sous-espèces Ctenotus brooksi euclae et Ctenotus brooksi taeniatus ont été élevées au rang d'espèce.

## Étymologie
Cette espèce est nommée en l'honneur de Winthrop Sprague Brooks (1887-1965).

## Publications originales
- Loveridge, 1933 : New scincid lizards of the genera Sphenomorphus, Rhodona and Lygosoma from Australia. Occasional papers of the Boston Society of Natural History, vol. 8, p. 95-100 (texte intégral).
- Storr, 1970 : The genus Ctenotus (Lacertilia: Scincidae) in the Northern Territory. Journal and proceedings of the Royal Society of Western Australia, vol. 52, p. 97-108.
- Storr, 1981 : Ten new Ctenotus (Lacertilia: Scincidae) from Australia. Records of the Western Australian Museum, vol. 9, no 2, p. 125-146 (texte intégral).